# Spring Johnny!
Spring Johnny! var ett popband som bildades 2005 i Trollhättan. Bandet släppte ett flertal EP och nätsinglar, men hade under sin aktiva tid aldrig skivkontrakt. Bandet gjorde sin sista konsert 2010. Låtarna skrevs av bandets sångare Olle Aronsson.

## Karriär

### 2005
Spring Johnny! startades under sommaren 2005, då Olle Aronsson och Johan Rosén spelade in ett par demolåtar. Idén om ett band växte fram och senare anslöt Eric Karlsson, Oscar Persson och Kalle Widén till bandet. Bandet hade en kort tid replokal i Kalles föräldrars källare. Bandet spelade in två låtar under 2005 i sin replokal i musikhuset Magasin 15 i Trollhättan, men dessa släpptes aldrig officiellt.

### 2006
I början av 2006 spelade bandet in fem låtar till sin debut-EP ...och Johnny sprang, tillsammans med producenten Mikael Mellberg i Vänersborg. EP:n fick mycket positiv respons och hyllades av bland annat TV 4 Göteborg och Hello Saferide. Speciellt låten Maria, du måste höra blev populär, och blev den låt som bandet brukade avsluta sina konserter med. Under 2006 gjorde gruppen ett flertal konserter och agerade förband till bland annat Lasse Lindh, Petter och Timo Räisänen. I slutet av 2006 började bandet att spela in låtar till sin nästa EP.

### 2007 och framåt
Uppföljaren till debut-EP:n, Den stora uppgörelsen, släpptes i början av 2007, och visade ett mer utvecklat och genomtänkt sound på gruppen. Under 2007 gjorde gruppen ett flertal konserter och festivalspelningar, bland annat på Tivolirock 2007 i Kristianstad.
Bandet gjorde sin sista konsert i slutet av 2010 i sin hemstad Trollhättan. Sedan dess har bandet inte spelat in någon ny musik eller turnerat.
Ibland vid liveframträdanden kombinerade bandet sin låt Maria, du måste höra med Ebba Gröns låt Flyktsoda.
Det är planerat att skivbolaget Tick Tick Tick ska ge ut bandets diskografi på Spotify och andra streamingtjänster.

## Medlemmar
- Olle Aronsson - gitarr, sång, munspel
- Eric Karlsson - bas, körsång
- Oscar Persson - slagverk
- Johan Rosén - diverse keyboards, körsång
- Kalle Widén - gitarr, körsång

### Livemusiker
- Niklas Bryngelsson - percussion
- Elin Bogren - violin
- Stina Widén - saxofon
- Joel Edin - gitarr

## Diskografi
- ...och Johnny sprang (2006)
- Den stora uppgörelsen (2007)